# Autoportrait avec une casquette
Le tableau Autoportrait avec une casquette, de 1824, est le dernier autoportrait connu de Francisco de Goya S'agit d'un petit dessin de 84 × 69 mm, réalisé à plume à l'encre brune. Il a été acquis par le musée du Prado en 1944.
On pense que Goya a offert cet autoportrait à Joaquín María Ferrer et à sa femme Manuela Álvarez-Torres, qui ont dû s’exiler à Paris en 1823 après le virage absolutiste de Ferdinand VII.
Goya réalisa leurs portraits à tous les deux pendant sa visite à Paris à l'été de 1824, avant de s'installer à Bordeaux, après avoir obtenu la permission du roi pour quitter Bordeaux et «prendre les eaux de Plombières,,. »